# سیارک ۵۴۴۰
سیارک ۵۴۴۰ (به انگلیسی: 5440 Terao، نامگذاری:1991HD) پنج هزار و چهارصد و چهلمین سیارک کشف شده‌است که در ۱۶ آوریل ۱۹۹۱ کشف شد.
قدر مطلق سیارک برابر ۱۳٫۳۰ است.